# Alien Carnage
Alien Carnage o Halloween Harry è un videogioco a piattaforme per sistemi MS-DOS del 1993. È stato sviluppato dall'australiana SubZero Software, e pubblicato dalla Apogee Software (oggi 3D Realms).
Nel maggio 2007 è stato ripubblicato come freeware.

## Trama
Il gioco vede il protagonista Halloween Harry salvare il mondo, minacciato da alieni che vogliono conquistarlo trasformando la sua popolazione in zombi. Harry è aiutato da Diane, che lo informa e consiglia attraverso video su un computer portatile chiamato INFOBOY XL.

## Nome
Il gioco venne inizialmente pubblicato come Halloween Harry, con il classico metodo di distribuzione ideato da Apogee (primo episodio shareware, gli altri a pagamento), ma dopo un anno la casa texana cambiò idea, pensando che la parola Halloween nel titolo facesse pensare ai possibili acquirenti ad un gioco stagionale, dedicato all'omonima festività, e limitando così le vendite nel resto dell'anno.
Così venne cambiato il nome nel più generico Alien Carnage, disegnata una nuova schermata dei titoli, e modificato l'ordine degli episodi: il terzo prese il posto del primo. Il gioco fu distribuito come shareware.

## Modalità di gioco
Si tratta di un platform piuttosto classico, con livelli che si sviluppano più in verticale che in orizzontale: il protagonista non può saltare, ma è dotato di un jetpack, che gli permette di volare per un periodo limitato. Le sue armi a disposizione sono un lanciafiamme (che condivide l'energia con il jetpack) e un lanciarazzi; in seguito può utilizzare anche altre armi, che vanno acquistate in distributori automatici grazie alle monete lasciate dai nemici. La grafica del gioco è in stile cartone animato, e gli stessi nemici sono parodie di alieni o personaggi famosi.

## Seguiti
Nel 1996 uscì, da parte di Gee Whiz! Entertainment, un seguito intitolato Zombie Wars. Tra il 1998 e il 1999 erano in produzione un ulteriore titolo chiamato Halloween Harry 3D, e una serie a cartoni animati basata sulla trama dei giochi: entrambe vennero cancellate.